# Yūsuke Aoki
Yūsuke Aoki (jap. 青木佑輔 Aoki Yūsuke; ur. 19 czerwca 1983 w Tokio) – japoński rugbysta występujący na pozycji młynarza, reprezentant kraju, uczestnik dwóch Pucharów Świata.
W rugby zaczął grać w wieku ośmiu lat, uprawiał ten sport również w trakcie edukacji szkolnej. Podczas studiów na Uniwersytecie Waseda od 2002 roku grał w akademickim zespole. W 2006 roku związał się z klubem Suntory Sungoliath, w którym występował przez kolejne sezony odnosząc sukcesy zarówno w All-Japan Rugby Football Championship, jak i mistrzostwach kraju. Trzykrotnie był wybierany do najlepszej piętnastki ligi.
Otrzymywał powołania do kadry U-19, U-21 oraz reprezentacji japońskich uniwersytetów. Z kadrą U-19 uczestniczył w Mistrzostwach Świata 2002. W seniorskiej reprezentacji zadebiutował w kwietniu 2007 roku przeciw Korei, w kolejnych latach brał udział w rozgrywkach Asian Five Nations i Pucharze Narodów Pacyfiku.
Nie został nominowany do podstawowej trzydziestki wybranej przez Johna Kirwana na Puchar Świata w Rugby 2007, jeszcze przed turniejem zastąpił jednak kontuzjowanego Mitsugu Yamamoto, lecz nie wystąpił w żadnym spotkaniu. Cztery lata później znalazł się w składzie na nowozelandzki turniej, gdzie rozegrał jedno spotkanie, przeciwko All Blacks.